# Хасанова, Айсулу Раифовна
Айсулу Раифовна Хасанова — российская оперная певица, солистка Пермского академического театра оперы и балета имени Петра Ильича Чайковского. Голос — сопрано.

## Биография
Айсулу Хасанова родилась в городе Перми 11 декабря.
- Окончила Пермское музыкальное училище по специальностям:
  - хоровое дирижирование
  - сольное пение
- Окончила Нижегородскую государственной консерватории имени Глинки

С 2002 года — солистка театра оперы и балета.

## Достижения
- Лауреат и обладательница специального приза Первого Российского фестиваля-конкурса имени В. Барсовой (Сочи, 2003 год).

Лауреат премии им.Немтина .
Дипломант Пермского театрального фестиваля "Волшебная кулиса" .
- Лауреат премии Пермской области в сфере культуры и искусства за 2004 год — за исполнение партии Морганы («Альцина» Г. Ф. Генделя) и Соловья («Соловей» И. Стравинского)[1][3].

Лауреат Международного конкурса оперных певцов "Антология голоса"(С-Петербург,2018).
Обладатель специального приза Международного конкурса вокалистов им.А Рубинштейна (Германия, Дюссельдорф, 2018).

## Репертуар
- Римский-Корсаков "Царская невеста", Марфа
- Оффенбах "Сказки Гоффмана" Джульетта
- Дж. Верди, «Травиата» (опера) по драме А. Дюма-сын «Дама с Камелиями» — Виоллетта Валери.
- Дж. Верди, «Риголетто» — Джильда;
- Г. Доницетти, «Любовный напиток» — Aдина;
- Дж. Россини, «Севильский цирюльник» — Розина
- Г.Доницетти «Рита» — Рита
- Г.Доницетти «Колокольчик» — Серафина
- В. Моцарт, «Свадьба Фигаро» — Сюзанна.
- Г. Ф. Гендель, «Альцина» — Моргана;
- Н. Римский-Корсаков, «Снегурочка» — Снегурочка
- В. Губаренко, «Нежность» (по опере «Письма Любви»);
- И. Стравинский, «Соловей» — Соловей;
- Р. Щедрин, «Лолита» — Лолита;